# Liberty Bell Classic
El Liberty Bell Classic (también conocido como los "Olímpicos del boicot") fue una competición internacional de atletismo organizada por la federación estadounidense de atletismo como parte del boicot estadounidense a las Olimpiadas de Moscú. El evento tuvo lugar en el estadio Franklin Field de Filadelfia el 16 y 17 de julio de 1980 y recibió su nombre en honor de la Campana de la Libertad (Liberty Bell) de Filadelfia.
El congreso de Estados Unidos aprobó una partida de 10 millones de dólares para financiar "Olimpiadas alternativas" para varios deportes olímpicos, a los cuales serían invitados deportistas provenientes de los países involucrados en el boicot. Además del Liberty Bell Classic, la federación estadounidense de gimnasia organizó un torneo invitacional internacional en Hartford, Connecticut. Previamente, Estados Unidos había considerado celebrar otros juegos en Costa de Marfil, Italia, Japón, Alemania Occidental o China.
La IAAF prohibió todo evento de atletismo que chocara con la cita Olímpica, así que la competición comenzó 3 días antes de la ceremonia de inauguración de las Olimpiadas de Moscú. Muchos atletas elegibles rehusaron competir, incluyendo a 17 de los 34 campeones en las pruebas Olímpicas de Estados Unidos. Sin embargo, los resultados ganadores de 2 eventos (110 metros con vallas para hombres y 400 metros con obstáculos) fueron mejores que sus contrapartes en Moscú.
29 países participaron en la competición, muchos de ellos involucrados en el boicot a las Olimpiadas de Moscú. Dichos países fueron: Alemania Occidental, Argentina, Australia, Bahamas, Brasil, Canadá, Chile, China, Corea del Sur, Costa de Marfil, Egipto, España, Estados Unidos, Filipinas, Francia, Gran Bretaña, Grecia, Israel, Italia, Japón, Kenia, Malasia, México, Nueva Zelanda, Portugal, Puerto Rico, Sudán, Tailandia y Zaire.